# SORROWFUL SECRET
SORROWFUL SECRET  はオム・ジョンファ のデビューアルバム。1993年4月にnicesよりリリースされた。

## 解説
- オム・ジョンファ のデビューアルバム、CDとレコードで発売された。
- 長い間廃盤となっており再版がないため、現在貴重盤となっている。
- 「瞳」は映画「風の吹く日は狎鴎亭洞へ行かなくちゃ」のサウンドトラック盤にも収録されている。

## 収録曲
1. 悲しい秘密
2. 普通の恋人みたいに
3. 都市モザイク
4. あなたの心の中に私がいたら
5. 瞳
映画「風の吹く日はアックジョンに行かなくちゃ」の主題歌であり、デビュー曲。
6. もう一人の私
7. 一人だと思わないで
8. 疲れ切ったあなた